# ديفيد مور (لاعب كريكت)
ديفيد مور (16 أكتوبر 1964 بسيدني في أستراليا - )  (بالإنجليزية: David Moore)‏ هو مدرب رياضي ولاعب كريكت أسترالي. لعب مع فريق جنوب ويلز الجديد للكريكت ‏.

## وصلات خارجية
- ديفيد مور على موقع إي آس بي آن كريك إنفو (الإنجليزية)